# Out of Myself
Out of Myself – debiutancki album studyjny polskiej grupy muzycznej Riverside. Wydawnictwo ukazało się w 2003 roku nakładem samego zespołu. 15 grudnia 2003 roku nakładem wytwórni muzycznych Laser's Edge i Mystic Production ukazało się wznowienie. Płytę poprzedził singel pt. „Loose Heart”. Piosenka dotarła do 17. miejsca Listy Przebojów Programu Trzeciego Polskiego Radia.
Nagrania zostały zarejestrowane w DBX Studio w 2003 roku. Miksowanie odbyło się w Serakos Studio, także w 2003 roku. Gościnnie na płycie wystąpił Krzysztof Melnicki, który zagrał na puzonie w utworze pt. „OK”.

## Lista utworów
Opracowano na podstawie materiału źródłowego.
| Nr | Tytuł utworu        | Słowa | Muzyka                                  | Długość |
| -- | ------------------- | ----- | --------------------------------------- | ------- |
| 1. | „The Same River”    | Duda  | Duda, Grudziński, Melnicki, Kozieradzki | 12:01   |
| 2. | „Out of Myself”     | Duda  | Duda, Grudziński, Melnicki, Kozieradzki | 3:44    |
| 3. | „I Believe”         | Duda  | Duda, Grudziński, Melnicki, Kozieradzki | 4:15    |
| 4. | „Reality Dream”     | Duda  | Duda, Grudziński, Melnicki, Kozieradzki | 6:15    |
| 5. | „Loose Heart”       | Duda  | Duda, Grudziński, Melnicki, Kozieradzki | 4:51    |
| 6. | „Reality Dream II”  | Duda  | Duda, Grudziński, Melnicki, Kozieradzki | 4:45    |
| 7. | „In Two Minds”      | Duda  | Duda, Grudziński, Melnicki, Kozieradzki | 4:39    |
| 8. | „The Curtain Falls” | Duda  | Duda, Grudziński, Melnicki, Kozieradzki | 7:59    |
| 9. | „OK”                | Duda  | Duda, Grudziński, Melnicki, Kozieradzki | 4:47    |
|    |                     |       |                                         | 53:16   |

| Loose Heart (singel) | Loose Heart (singel)          | Loose Heart (singel) | Loose Heart (singel)                    | Loose Heart (singel) |
| Nr                   | Tytuł utworu                  | Słowa                | Muzyka                                  | Długość              |
| -------------------- | ----------------------------- | -------------------- | --------------------------------------- | -------------------- |
| 1.                   | „Loose Heart (radio edit)”    | Duda                 | Duda, Grudziński, Melnicki, Kozieradzki | 03:50                |
| 2.                   | „Out Of Myself”               | Duda                 | Duda, Grudziński, Melnicki, Kozieradzki | 03:44                |
| 3.                   | „In Two Minds”                | Duda                 | Duda, Grudziński, Melnicki, Kozieradzki | 04:36                |
| 4.                   | „Loose Heart (album version)” | Duda                 | Duda, Grudziński, Melnicki, Kozieradzki | 04:48                |
|                      |                               |                      |                                         | 16:58                |

## Twórcy
Opracowano na podstawie materiału źródłowego.
| Zespół Riverside w składzie - Mariusz Duda – śpiew, gitara basowa, gitara akustyczna - Piotr Grudziński – gitara - Piotr Kozieradzki – perkusja - Jacek Melnicki – instrumenty klawiszowe, inżynieria dźwięku Dodatkowi muzycy - Krzysztof Melnicki – puzon |  | Inni - Sylwia Prach – zdjęcia - Pjepshu – okładka, oprawa graficzna, zdjęcia - Magda i Robert Srzedniccy – miksowanie - Grzegorz Piwkowski – mastering - Travis Smith – okładka, oprawa graficzna (reedycja) |

## Wydania
| Rok  | Nr katalogowy | Format         | Wydawca                                | Region            | Źródło |
| ---- | ------------- | -------------- | -------------------------------------- | ----------------- | ------ |
| 2003 | 515174 2      | CD, Album      | brak (wydanie własne)                  | Polska            | [ 7 ]  |
| 2003 | MYSTCD 19     | CD, Album, Dig | Mystic Production                      | Polska            | [ 7 ]  |
| 2004 | LE1039        | CD, Album      | The Laser's Edge                       | Stany Zjednoczone | [ 7 ]  |
| 2007 | MYSTCD 019    | CD, Album      | Mystic Production                      | Polska            | [ 7 ]  |
| 2008 | PVR003LP      | LP, Album, Ltd | Primal Vinyl Records, The Laser's Edge | Wielka Brytania   | [ 7 ]  |